# Cady Groves
Cady Groves (Marlow, Oklahoma; 30 de julio de 1989-Nashville, Tennessee; 2 de mayo de 2020) fue una cantante y compositora estadounidense de música country y pop. Obtuvo relevancia en su país con sencillos como "This Little Girl", "Oh Darlin'", "Forget You" y "Love Actually". Durante su carrera publicó cuatro extended plays: A Month of Sundays (2009), This Little Girl (2010), Life of a Pirate (2012) y Dreams (2015). Su última grabación, "Dreams", fue publicada en 2015 a modo de descarga digital gratuita.
Groves falleció el 2 de mayo de 2020, a los 30 años. Su hermano Cody afirmó que su muerte se debió a causas naturales aún no especificadas, descartando la posibilidad de un suicidio. Dos semanas atrás, la artista había afirmado que se sentía sola y alejada de sus seres queridos, por lo que su compañía discográfica y allegados han solicitado que se inicie una investigación sobre su fallecimiento.

## Discografía

### EP
- A Month of Sundays (2009)
- The Life of a Pirate (2010)
- This Little Girl (2012)
- Dreams (2015)

### Sencillos
- "This Little Girl" (2012)
- "Love Actually" (2012)
- "Forget You" (2013)
- "Whiskey & Wine" con Christian Burghardt (2015)
- "Crying Game" (2015)
- "Dreams" (2015)

## Giras
- Bamboozle Road Show (2010)
- Let's Be Animals Tour (2011)
- Beautiful Freaks Tour (2012)
- High School Nation Tour (2015)